# آریوونیمامو (بخش)

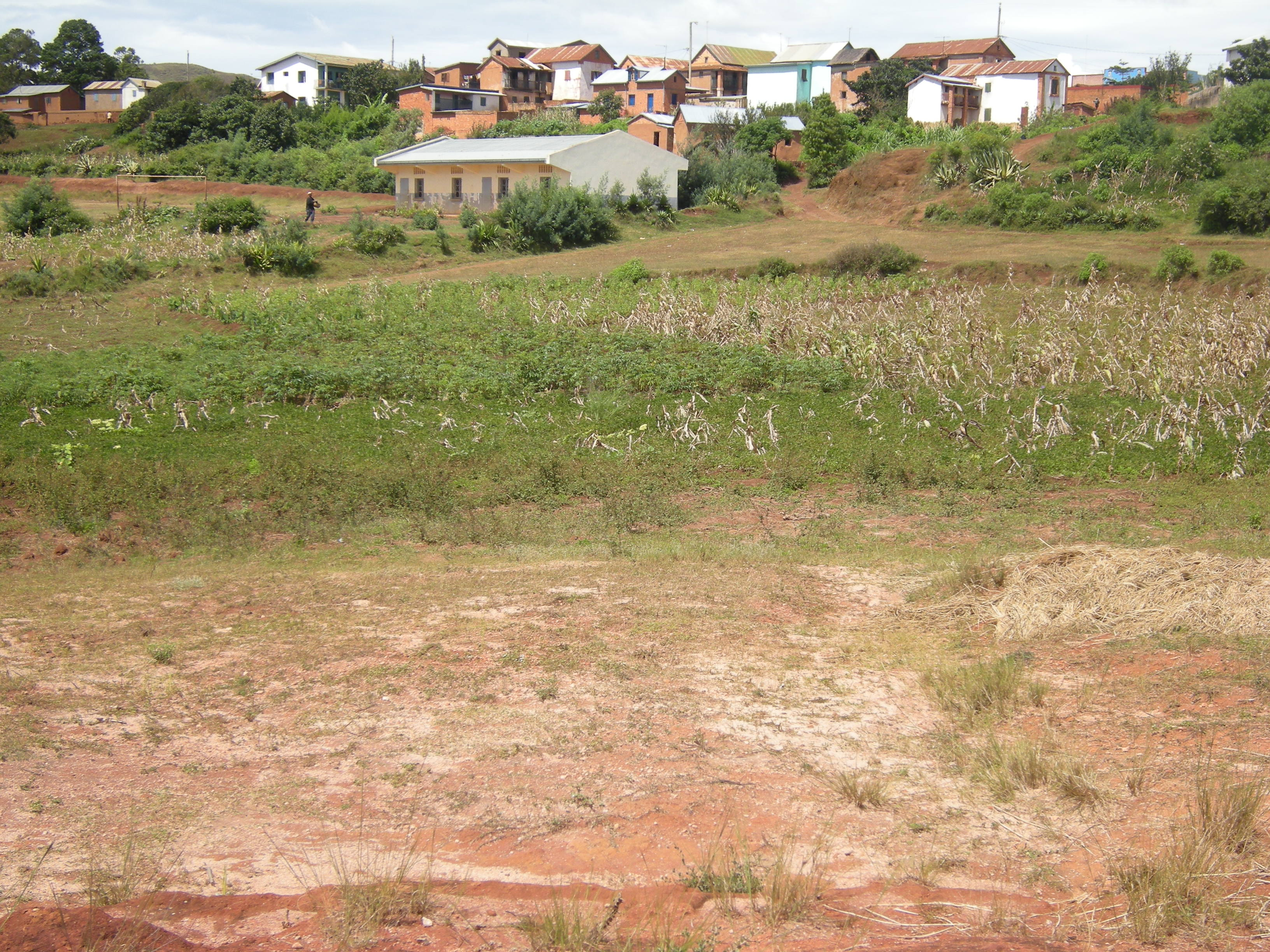
نمایی از آریوونیمامو، بخشی از منظقه ایتاسی در کشور ماداگاسکار

آریوونیمامو (به لاتین: Arivonimamo) یک بخش‌های ماداگاسکار در ماداگاسکار است که در ایتاسی واقع شده‌است.